# گودوین استیل
گودوین استیل (انگلیسی: Goodwin Steel) شرکت فولاد بریتانیایی است، که در سال ۱۸۸۳ تأسیس شد.